# Anne Jackson
Pour les articles homonymes, voir Jackson.
Anna Jane Jackson dit Anne Jackson, est une actrice américaine née le 3 septembre 1925 à Millvale (Pennsylvanie) et morte le 12 avril 2016 à Manhattan (New York). Elle était mariée à Eli Wallach depuis 1948, jusqu'à la mort de ce dernier le 24 juin 2014.

## Biographie

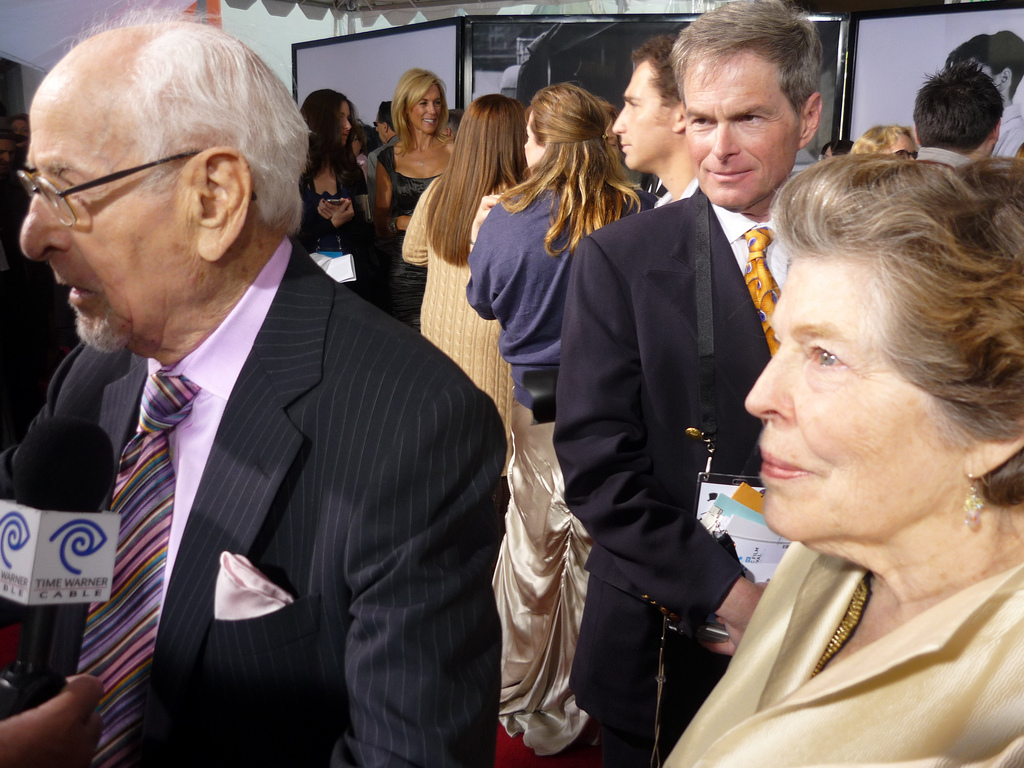
Anne Jackson et Eli Wallach

## Filmographie

### Cinéma
- 1950 : So Young So Bad de Bernard Vorhaus : Jackie Boone
- 1959 : Le Voyage (The Journey) d'Anatole Litvak : Margie Rhinelander
- 1960 : La Tête à l'envers (Tall Story) de Joshua Logan : Myra Sullivan
- 1967 : Le Minus se rebiffe (The Tiger Makes Out) d'Arthur Hiller : Gloria Fiske
- 1968 : Bague au doigt, corde au cou (How to Save a Marriage and Ruin Your Life) de Fielder Cook : Muriel Laszlo
- 1968 : The Secret Life of an American Wife de George Axelrod : Victoria Layton
- 1970 : The Angel Levine de Ján Kadár : Customer in Delicatessen
- 1970 : Lune de miel aux orties (Lovers and Other Strangers) de Cy Howard : Kathy
- 1970 : Zigzag de Richard A. Colla : Jean Cameron
- 1970 : Un beau salaud (Dirty Dingus Magee) de Burt Kennedy : Belle Nops
- 1973 : Sticks and Bones de Robert Downey Sr. : Harriet
- 1976 : Independence : Abigail Adams
- 1977 : Drôles de manières (Nasty Habits) de  Michael Lindsay-Hogg : sœur Mildred
- 1979 : La Cloche de détresse (The Bell Jar) de Larry Peerce : Dr Nolan
- 1980 : A Private Battle : Katie Ryan
- 1980 : Shining (The Shining) de Stanley Kubrick : La docteure
- 1984 : Sam's Son de Michael Landon : Harriet Orowitz
- 1990 : Funny About Love de Leonard Nimoy : Adele
- 1992 : Folks! de Ted Kotcheff : Mildred Aldrich
- 1999 : Man of the Century d'Adam Abraham : Margaret Twinnies / Mme Du Froid
- 2000 : Something Sweet d'Olivia Pi-Sunyer : grand-mère
- 2008 : Vote and Die: Liszt for President de Mark Mitchell : la femme partisane
- 2008 : Lucky Days d'Angelica Torn et Tony Torn : Corkie

### Télévision
- 1960 : Lullaby (TV) de Don Richardson : Eadie Horton
- 1971 : The Typists (téléfilm) de Glenn Jordan : Sylvia Payton
- 1979 : The Family Man : Maggie Madden
- 1980 : Blinded by the Light (TV) de John A. Alonzo : Frances Bowers
- 1981 : Leave 'em Laughing (téléfilm) : Shirlee
- 1982 : Une femme nommée Golda (A Woman Called Golda) (TV) : Lou Kaddar/le narrateur
- 1987 : Out on a Limb (Mini-série) : Bella Abzug
- 1988 : Baby M (Mini-série) : Lorraine Abraham
- 1997 : Rescuers: Stories of Courage: Two Women (en) (téléfilm) de Peter Bogdanovich : maman
- 1997 : New York, police judiciaire (Law and Order) (série) : le juge Jane Simons (1 épisode)
- 2002 : The Education of Max Bickford (série) : Pat (1 épisode)
- 2003 : Urgences (ER) (série) : Madame Langston (1 épisode)